# Ustrój polityczny
     Monarchia konstytucyjna z ceremonialną rolą monarchy (z wyjątkiem być może władzy rezerwowej)
     Republika parlamentarna z ceremonialną rolą prezydenta
     Republika parlamentarna z prezydencją wykonawczą zależną od władzy ustawodawczej
     Republika prezydencka
     System parlamentarno-prezydencki: Prezydent jest organem wykonawczym niezależnym od legislatury; szef rządu jest mianowany przez prezydenta i odpowiada przed legislaturą.
     Republika niezależna od zgromadzenia: Szef rządu (prezydent) jest wybierany przez organ ustawodawczy i nie ponosi przed nim odpowiedzialności.
     Republika teokratyczna: Przywódca posiada znaczącą władzę wykonawczą i ustawodawczą
     Monarchia semi-konstytucyjna: Monarcha sprawuje znaczącą władzę wykonawczą i ustawodawczą.
     Monarchia absolutna: Monarcha ma nieograniczoną władzę.
     System jednopartyjny: Władza jest konstytucyjnie powiązana z jedną partią polityczną.
     Junta wojskowa: Komitet przywódców wojskowych sprawuje kontrolę nad rządem; postanowienia konstytucyjne są zawieszone.
     Rządy bez konstytucji: Brak konstytucyjnie zdefiniowanej podstawy dla obecnego reżimu np. rządy tymczasowe lub teokracja islamska
     Terytoria zależne lub regiony bez rządów

Systemy parlamentarne: Szef rządu jest wybierany lub nominowany przez organ ustawodawczy i ponosi przed nim odpowiedzialność.
Monarchia konstytucyjna z ceremonialną rolą monarchy (z wyjątkiem być może władzy rezerwowej)
Republika parlamentarna z ceremonialną rolą prezydenta
Republika parlamentarna z prezydencją wykonawczą zależną od władzy ustawodawczej
----
System prezydencki: Szef rządu (prezydent) jest wybierany w wyborach powszechnych i niezależny od władzy ustawodawczej.
Republika prezydencka
----
Systemy mieszane:
System parlamentarno-prezydencki: Prezydent jest organem wykonawczym niezależnym od legislatury; szef rządu jest mianowany przez prezydenta i odpowiada przed legislaturą.
Republika niezależna od zgromadzenia: Szef rządu (prezydent) jest wybierany przez organ ustawodawczy i nie ponosi przed nim odpowiedzialności.
----
Inne systemy:
Republika teokratyczna: Przywódca posiada znaczącą władzę wykonawczą i ustawodawczą
Monarchia semi-konstytucyjna: Monarcha sprawuje znaczącą władzę wykonawczą i ustawodawczą.
Monarchia absolutna: Monarcha ma nieograniczoną władzę.
System jednopartyjny: Władza jest konstytucyjnie powiązana z jedną partią polityczną.
Junta wojskowa (państwo): Komitet przywódców wojskowych sprawuje kontrolę nad rządem; postanowienia konstytucyjne są zawieszone.
Rządy bez konstytucji: Brak konstytucyjnie zdefiniowanej podstawy dla obecnego reżimu np. rządy tymczasowe lub teokracja islamska
Terytoria zależne lub regiony bez rządów

Ustrój polityczny – struktura organizacyjna, kompetencje i określone prawem wzajemne zależności organów państwa. W innym ujęciu określenie dla dowolnej formy sprawowania władzy publicznej; zespół zasad dotyczących tej władzy w państwie, a także metod jej wykonywania. 
Zasady te określają przedmiot władzy państwowej, wytyczają zakres i główne kierunki aktywności państwa, oraz podstawowe prawa, wolności i obowiązki obywateli, precyzują formy i metody ich udziału w realizacji władzy państwowej. Ustrój polityczny opiera się zarówno na zasadach określonych w aktach prawnych jak i na tradycji. Współcześnie najczęściej określony jest konstytucyjnie.
We współczesnej politologii pojęcie to zyskało sobie bliskie koncepcje, takie jak: system polityczny, system konstytucyjny, system rządów i reżim polityczny.
W doktrynie prawa konstytucyjnego ustrój polityczny jest kategorią złożoną, oznaczającą podstawowe zasady struktury władz państwowych oraz główne instytucje polityczne i prawne. 

## Klasyfikacja ustrojów
Każdy ustrój polityczny oparty jest na ideologii i tradycji historycznej, a ściśle z nim związane są system gospodarczy oraz obowiązujący system prawny.
Platon w swoim dziele Państwo wydzielił pięć form rządu:
1. Arystokracja (rządy ładu i porządku publicznego królestwa, który nie jest tyranią)
2. Demokracja (rządy czystej wolności i równości)
3. Oligarchia (rządy bogactwa i etyki rynkowej)
4. Timokracja (rządy honoru i obowiązku na wzór wojska, przykład Sparta)
5. Tyrania (rządy strachu, despotyczne)

Te pięć reżimów wg Plato podlegają degeneracji, zaczynając od arystokracji na szczycie i tyranii na dole.
Arystoteles w dziele Polityka uszczegóławia te rodzaje i dzieli je na rządy jednej osoby, kilku i wielu osób. Z tego podziału wywodzi się klasyfikacja systemów rządzenia na: rządy jednej osoby (autokracja taka jak monarchia), rządy małej grupy ludzi (arystokracja) i rządy wielu ludzi (demokracja).
Pojęcie to wywieść można z dzieł Arystotelesa, który stwierdza: "ujęcie w pewien porządek władz w ogóle, a przede wszystkim naczelnej z nich, to jest rządu".

### Autokracja
Autokracja to system rządów, w którym najwyższa władza jest skoncentrowana w rękach jednej osoby, której decyzje nie podlegają ani zewnętrznym ograniczeniom prawnym, ani uregulowanym mechanizmom kontroli społecznej (zagrożonym co najwyżej zamachem stanu lub powstaniem). Do rządów autokratycznych zalicza się monarchia absolutna, tyrania, despotyzm i dyktatura.

### Arystokracja
Arystokracja to forma rządu, która oddaje władzę w ręce małej, elitarnej klasy rządzącej, takiej jak szlachta dziedziczna lub inna uprzywilejowana kasta. Klasa ta sprawuje rządy mniejszości, często jako forma timokracji, plutokracji lub oligarchia.

### Demokracja
Demokracja to system rządów, w którym obywatele sprawują władzę poprzez głosowanie i debatę.

#### Republika
Republika jest formą rządu, w którym kraj jest "sprawą publiczną" (łać. res publica), a nie prywatną kwestią rządzących. Obywatele mają ostateczną kontrolę nad rządem gdzie główne pozycje są wybierane w drodze głosowania.
Uproszczona definicja republiki opisuje są jako rządy nie sprawowane przez monarchę. Monteskiusz zaliczał do republiki również arystokrację i oligarchię, gdzie mała część społeczeństwa zajmuje się rządzeniem.
Inne terminy do opisania republiki to: republika demokratyczna, republika parlamentarna, republika semiprezydencka, republika prezydencka, republika federalna, republika ludowa i republika islamska.

#### Federacja
Federalizm to forma rządów, w której grupy członków są połączone paktem z przedstawicielem rządu federalnego. Federalizm jest również określeniem na system rządzenia gdzie suwerenność jest konstytucyjnie podzielona między centralny organ rządzący i składowe jednostki polityczne, różnie nazywane stanami, prowincjami lub inaczej. Federalizm to system oparty na demokratycznych zasadach i instytucjach, w którym władza rządzenia jest dzielona między rządy krajowe i prowincjonalne/stanowe, tworząc byt często nazywany federacją.